# Фокус група
Фокус група (на английски: Focus group) е качествен метод за изследване, широко използван в маркетинга.
При него на група хора се задават въпроси относно тяхното отношение към даден продукт, услуга, реклама, идея или опаковка на продукт. Въпросите се задават в интерактивна група, в която участниците могат да дискутират свободно помежду си.
Първата фокус група е създадена в Бюрото за приложни социални изследвания (Bureau of Applied Social Research) от социолога Робърт К. Мъртън (Robert K. Merton). Самият термин е въведен от психолога и маркетинг експерт Ърнест Дихтър (Ernest Dichter). Фокус групи се използват широко в научните изследвания по света, които въвличат потребители. Те са основна техника в изследванията на ползваемостта.

## В маркетинга
В света на маркетинга фокус групите се разглеждат като важен инструмент за получаване на обратна връзка по отношение на нови продукти, както и на различни теми. По-специално, фокус групите позволяват на компаниите, които желаят да развият опаковка на продукт, име или да направят проучване на пазара за нов продукт, да обсъдят, разгледат и/или да тестват новия продукт преди да е достъпен за обществеността. Така може да се предостави ценна информация относно потенциалното приемане на продукта на пазара.

## Видове фокус групи
Фокус групите биват:
- Фокус група с двама модератори – единият модератор се стреми сесията да се развива гладко, а другият се старае всички теми да бъдат обхванати.
- Фокус група с дуелиращи модератори – двама модератори умишлено са на противоположните страни по въпроса на дискусията.
- Онлайн фокус групи – използват се компютри свързани към интернет.
- Телеконферентна фокус група – използва се телефонна мрежа.
- Мини фокус група – група съставена от 4 или 5 души.
- Фокус група с участие на клиент – един или повече представители на клиента участват в групата, тайно или открито.

Традиционните фокус групи могат да предоставят точна информация и са по-евтини в сравнение с останалите форми на традиционни маркетингови проучвания. Използването на фокус групи се развива непрекъснато във времето и става все по-широко разпространено.
|  | Тази страница частично или изцяло представлява превод на страницата Focus group в Уикипедия на английски. Оригиналният текст, както и този превод, са защитени от Лиценза „Криейтив Комънс – Признание – Споделяне на споделеното“, а за съдържание, създадено преди юни 2009 година – от Лиценза за свободна документация на ГНУ. Прегледайте историята на редакциите на оригиналната страница, както и на преводната страница, за да видите списъка на съавторите. ВАЖНО: Този шаблон се отнася единствено до авторските права върху съдържанието на статията. Добавянето му не отменя изискването да се посочват конкретни източници на твърденията, които да бъдат благонадеждни. |